# Kōhei Morita
Kōhei Morita (jap. 盛田剛平 Morita Kōhei; ur. 13 lipca 1976) – japoński piłkarz występujący na pozycji napastnika. Obecnie występuje w Thespakusatsu Gunma.

## Kariera klubowa
Od 1999 roku występował w klubach Urawa Reds, Cerezo Osaka, Kawasaki Frontale, Omiya Ardija, Sanfrecce Hiroszima, Ventforet Kofu i Thespakusatsu Gunma.